# Магомаєв Джамал-Еддін Абдул-Муслім огли
Джамал-ед-Дін Абд-уль-Муслімович Магомаєв (28 травня 1910, місто Ленкорань — 5 жовтня 1977, Москва
) — азербайджанський радянський державний і партійний діяч, заступник голови Ради міністрів Азербайджанської РСР. Депутат Верховної ради Азербайджанської РСР 2—3-го, 5—6-го, 9-го скликань. Депутат Верховної ради СРСР 3—4-го та 7—8-го скликань. Дядько народного артиста СРСР співака Мусліма Магомаєва.

## Життєпис
Батько — відомий композитор Абд-уль-Муслім Магомаєв, за національністю — чеченець. У дитячі роки разом із родиною переїхав до міста Баку. Закінчив середню школу. У 1931 році вступив до комсомолу.
У 1932 році закінчив Азербайджанський індустріальний (нафтовий) інститут імені Азізбекова, інженер-механік.
У 1932—1934 роках — інженер Іжорського заводу важкого машинобудування в місті Ленінграді.
З 1934 по 1936 рік служив у Червоній армії.
У 1936—1937 роках — заступник головного механіка авторемонтного заводу імені Леніна в Баку.
У 1937—1939 роках — головний механік, начальник відділу капітального будівництва Азербайджанського тресту нафтового машинобудування.
У 1939—1941 роках — директор Бакинського машинобудівного заводу імені Кірова.
Член ВКП(б) з 1940 року.
У 1941—1943 роках — головний інженер і заступник керуючого Азербайджанського тресту нафтового машинобудування, заступник уповноваженого РНК Азербайджанської РСР і ЦК КП(б) Азербайджану із постачання фронту боєприпасів.
У 1943—1945 роках — завідувач відділу будівництва і будівельних матеріалів ЦК КП(б) Азербайджану
У 1945—1948 роках — заступник секретаря ЦК КП(б) Азербайджану з харчової промисловості; заступник секретаря ЦК КП(б) Азербайджану з промисловості і транспорту. У 1948 році — заступник секретаря ЦК КП(б) Азербайджану з нафтової промисловості і завідувач відділу нафтової промисловості ЦК КП(б) Азербайджану.
2 жовтня 1948 — 15 квітня 1952 року — заступник голови Ради міністрів Азербайджанської РСР.
У квітні 1952 — квітні 1953 року — 2-й секретар Бакинського обласного комітету КП Азербайджану.
З 18 квітня по 31 грудня 1953 року — міністр місцевої промисловості Азербайджанської РСР.
31 грудня 1953 — 6 червня 1957 року — заступник голови Ради міністрів Азербайджанської РСР.
З 16 лютого 1954 по 6 вересня 1961 року — член ЦК КП Азербайджану
У червні 1957 — лютому 1962 року — 1-й заступник голови Державної планової комісії Ради міністрів Азербайджанської РСР — міністр Азербайджанської РСР.
З 9 вересня 1961 по 9 січня 1964 року — кандидат у члени ЦК КП Азербайджану
З 1962 року по 5 жовтня 1977 року — постійний представник Ради міністрів Азербайджанської РСР при Ради міністрів СРСР у Москві.
З 10 січня 1964 по 5 жовтня 1977 року — член ЦК КП Азербайджану
В останні роки життя Джамал-Еддін переніс два інфаркти.
Помер 5 жовтня 1977 року в Москві. Похований на Алеї почесного поховання в Баку.

## Нагороди
- два ордени Трудового Червоного Прапора
- орден «Знак Пошани» (25.02.1946)
- медаль «За оборону Кавказу»
- медаль «За доблесну працю у Великій Вітчизняній війні 1941—1945 рр.»
- медалі
- Заслужений інженер Азербайджанської РСР (19.08.1960)